# 宮内英雄
宮内 英雄（みやうち ひでお、1957年 - ）は、元競輪選手。日本競輪選手会神奈川支部に在籍していた。

## 来歴
千葉県立銚子商業高等学校野球部主将として、1974年に開催された第56回全国高等学校野球選手権大会に出場。同大会では選手宣誓も行った。1番・遊撃手として、同大会の大会第11号本塁打も記録。そしてチームは、土屋正勝投手、篠塚利夫三塁手らを擁し優勝。自身は真紅の優勝旗を受け取った。
その後、社会人野球チームの三菱自動車川崎に進んだものの、わずか1年で退部。ここで野球とも縁を切り、その後、日本競輪学校第41期生となった。なお、同期には、井上茂徳、伊藤豊明らがいる。
1978年5月18日、川崎競輪場でデビュー（4着）。初勝利は同年6月17日の立川競輪場だった。1983年4月より、競輪最高位ランクとなったS級での勝ち星がないまま、1999年4月1日に選手登録が削除された。通算戦績1783戦162勝、優勝9回。
引退後、川崎競輪場の警備員となった。